# Нибомбе, Ваке
Ваке́ Нибомбе́ (фр. Wake Nibombe; 19 февраля 1974) — тоголезский футболист, вратарь.

## Карьера

### Клубная
Выступал за клуб «Обуаси Голдфилдс» с 1996 года по 2000 год.

### В сборной
Нибомбе выступал на 2-х Кубках африканских наций в составе сборной Того. В 1998 Ваке провёл все 3 матча сборной Того на турнире, пропустил 7 мячей. В 2000 Нибомбе был дублёром Косси Агасса, который и провёл все 3 матча на турнире. В 1998 И 2000 сборная Того занимала последнее 4-е место в группе. Ваке Нибомбе очень известен в Того.

### Тренерская
Позже работал тренером вратарей в национальной сборной Того. Во время нападения на сборную Того 8 января 2010 года был ранен.

## Личная жизнь
Его младший брат Даре, также профессиональный футболист.